# Owidia
Owidia – imię żeńskie pochodzenia łacińskiego, wywodzące się od łac. nazwy rodowej, która z kolei być może pochodzi od łac. słowa ovis — "owieczka", albo też ma pochodzenie oskijsko-umbryjskie. Żeński odpowiednik imienia Owidiusz. Patronem tego imienia w Kościele katolickim jest św. Owidiusz, biskup w Galii.
Owidia imieniny obchodzi 3 czerwca.